# Cicindela hybrida
Cicindela hybrida Linnaeus, 1758 è un coleottero carabide della sottofamiglia Cicindelinae.

## Tassonomia
Comprende le seguenti sottospecie:
- Cicindela hybrida hybrida
- Cicindela hybrida kozhantshikovi Lutshnik, 1924
- Cicindela hybrida magyarica Roeschke, 1891
- Cicindela hybrida pseudoriparia Mandl, 1935
- Cicindela hybrida transversalis Dejean, 1822